# Neodiparidae
Neodiparidae (лат.) — семейство паразитических наездников из надсемейства Chalcidoidea (или триба Neodiparini в Pteromalidae) отряда перепончатокрылые насекомые.

## Описание
Антенны с 10 (Neodipara) или 11 (Elatoides) члениками жгутика, включая 4 членик а булавы и малозаметный анеллус. Клипеус без поперечной субапикальной бороздки. Лабрум скрытый, гибкий, подбородочный с медианной лопастью, с краевыми волосками, выступающими вперед от боковых лопастей. Мандибулы с 2 зубцами (Neodiparinae) или с 2 зубцами на левой мандибуле и 3 на правой (Elatoidinae). Субфораминальный мост с постгеном, разделенным нижним тенториальным мостом. Мезоскутеллум с френумом, обозначенным по крайней мере латерально, без аксиллярной борозды. Мезоплевральная область без расширенного акроплеврона; мезэпимерон не выступает за передний край метаплеврона. Все ноги с 5 тарзомерами; шпора передней голени длинная и изогнутая; базитарзальный гребень скошенный. Метасома с отдельным эпипигиумом.

## Систематика
2 рода. Группа впервые была сначала выделена в 1961 году в качестве трибы Neodiparini Bouček, 1961, с 1988 добавлено подсемейство Elatoidinae Bouček, 1988, и оба включались в состав семейства Pteromalidae. В 2022 году в ходе реклассификации птеромалид это крупнейшее семейство хальцидоидных наездников было разделено на 24 семейства и Neodiparini вместе с Elatoidinae выделены в отдельное семейство Neodiparidae. Хотя Neodiparidae сходны по габитусу с некоторыми видами с длинным петиолем из других семейств, таких как Spalangiidae или некоторые Pteromalidae, они отличаются от них наличием маленького отдельного эпипигиума вместо синтергума, косым базитарзальным гребнем и относительно крупным 4-м члеником булавы усиков. Сюда также относится Elatoidinae с единственным родом Elatoides, отличающимся от Neodiparinae полным набором из 11 члеников жгутика вместо 10 и наличием 3 зубцов на правой мандибуле.
- Elatoidinae:
  - Elatoides Nikol’skaya, 1952
    - Elatoides coccidivorus (Ashmead, 1904)
    - Elatoides komaii Kamijo, 1983[4]
    - Elatoides niger Nikol'skaya, 1952[5]
    - Elatoides nikolskayae Pilipyuk, 1971[6]
- Neodiparinae:
  - Neodipara Erdős, 1955
    - Neodipara hispanica Hedqvist, 1971[7]
    - Neodipara masneri Boucek, 1961[8]
    - Neodipara perbella Erdos, 1955